# 대학내일
대학내일은 20대를 위한 라이프 매거진이다. 문화 정보, 취업 정보, 유명인 인터뷰, 대학교 소식, 대학생 프로그램 홍보 등의 내용을 게재한다. 수도권 39개 대학과 지방권 13개 대학 등에 매주 월요일 무료로 배포된다. (잡지는 현재 폐간) 종합광고대행사이며 수많은 대기업을 고객으로 운영하고 있다.